# Зрізаний тетраедр
Зрі́заний тетра́едр — напівправильний многогранник, відноситься до архімедових тіл, що складається із 4 правильних шестикутників і 4 правильних трикутників. В кожній із 12 вершин сходяться дві шестикутні грані і один правильний трикутник. Кількість двотипних ребер налічує 18 штук. Двоїстий до зрізаного тетраедра многогранник — триакістетраедр.
Отримати даний многогранник можна за рахунок зрізання всіх чотирьох вершин правильного тетраедра на третину від первісної довжини ребра.

Ортогональні проєкції

|  |  |  |  |

## Формули
Знаючи довжину ребра зрізаного тетраедра — a - отримуємо:
| Математичний опис | Математичний опис                                                           | Математичний опис |
| ----------------- | --------------------------------------------------------------------------- | ----------------- |
| Об'єм             | {\displaystyle V={\frac {23}{12}}{\sqrt {2}}a^{3}\approx 2.710575995a^{3}.} |                   |
| Площа поверхні    | {\displaystyle S=7{\sqrt {3}}a^{2}\approx 12.12435565a^{2}}                 |                   |

## Графічне зображення
Якщо шестикутну грань зрізаного тетраедра розділити на трикутники із заданою довжиною ребра то дані трикутники будуть ідентичні правильним трикутникам самого зрізаного тетраедра.

Розгортка зрізаного тетраедра

## Сферична плитка
Зрізаний тетраедр можна подати у вигляді сферичної плитки, і спроєктувати на площину у вигляді стереографічної проєкції. Ця проєкція буде конформною, зберігаючи кути, але не площини чи ребра многогранника. Прямі лінії на сфері проєктуватимуться як дуги на площині.
|                 | центровано трикутником           | центровано шестикутником         |                                  |
| Сферична плитка | Стереографічна проєкція (лицева) | Стереографічна проєкція (лицева) | Стереографічна проєкція (лицева) |